# طية علاية الموق
طَيَّةُ عُلاية الموق أو عَلاَيَةُ الموق أو طية العين أو طية فوق الموق هي عبارة عن ثنية جلدية من الجفن العلوي تغطي الزاوية الداخلية الموق؛ الزاوية الإنسيَّةُ للعَيْن. الأسماء الأخرى لتلك الحالة الثَّنْيَةُ الجَفْنِيَّةُ الأَنْفِيَّة (بالإنجليزية: Plica Palpebronasalis)‏ وPalpebronasal Fold.
واحدة من ملامح الوجه الأساسية التي كثيرا ما ترتبط بشكل وثيق مع طية علاية الموق هي ارتفاع[بحاجة لمصدر] جسر الأنف.
هناك العديد من العوامل التي تؤثر على ما إذا كان شخص ما لديه طيات فوق المآقي، بما في ذلك الأصول الجغرافية والعمر، وبعض الحالات الطبية.

## العوامل

### الأصول الجغرافية

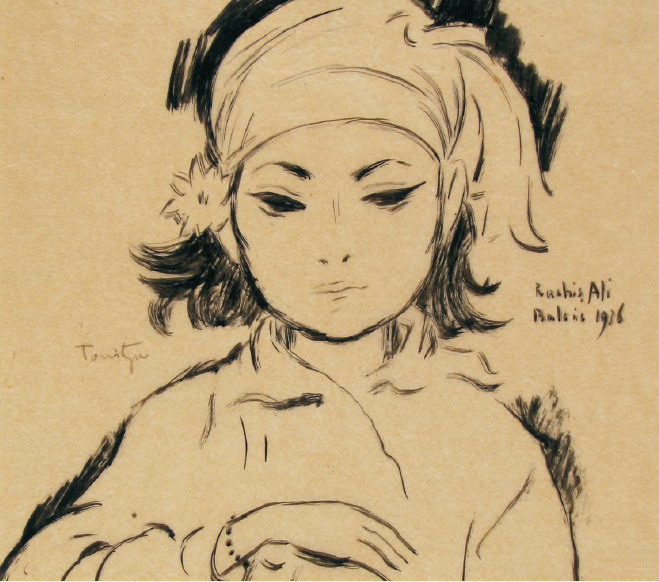
طية علاية الموق كما تظهر في رسمة.

تحدث طيات فوق المآقي بين الشرق آسيويين، الآسيوين في جنوب شرق آسيا، ووسط آسيا وبعض من جنوب آسيا والبربر والأمريكيين الأصليين، الاسكيمو، وأحيانا بين والأوروبيين (على سبيل المثال الاسكندنافيين، الفنلنديين، والهنغاريين).

### العمر
تفقد العديد من الأجنة الثنيات الجفنية الأنفية بعد 3-6 أشهر من الحمل.

### الحالات الطبية
قد اوجد طية علاية الموق كعيب خلقي. الحالات الطبية المرتبطة بعدم اكتمال نمو وبروز الجسر الأنفي ترتبط بحدوث الطيات فوق المآقي. حوالي 60% من المصابين بمتلازمة داون يمتلكون ثنيات جفنية أنفية واضحة. في عام 1862 صنف جون لانجدن داون ما يسمى حالياً بمتلازمة داون. واستخدم التعبير «منغولي» لوصف الحالة.وقد اشتق هذا من الناحية النظرية العرقية السائدة ومن إدراكه أن الأطفال الذين يعانون من متلازمة داون يتشاركون التشابه الوجه (طيات فوق المآقي) مع ذلك العرق المنغولي بلومينباخ.
استمر استخدام المصطلح «منغولي» (أيضا «المغول» أو «احمق منغولي») حتى أوائل عام 1970.ويعتبر الآن تحقير وغير دقيق ولم يعد شائع الاستعمال.
في متلازمة زيلويغر تكون طيات فوق المآقي بارزة. ومن الأمثلة الأخرى متلازمة الجنين الكحولي، الفينيل كيتون، ومتلازمة تيرنر.